# Cincinnati Tigers
I Cincinnati Tigers sono stati una squadra di hockey su ghiaccio della con sede nella città di Cincinnati, nello Stato dell'Ohio. Nacquero nel 1981 e disputarono la Central Hockey League per una sola stagione fino al loro scioglimento nel 1982. Giocarono presso il Riverfront Coliseum e furono affiliati ai Toronto Maple Leafs.

## Storia
La squadra era di proprietà della Maple Leaf Gardens Limited e serviva come farm team principale della franchigia NHL dei Toronto Maple Leafs. Nelle stagioni precedenti infatti i Leafs condividevano con i Chicago Blackhawks una squadra della American Hockey League, i New Brunswick Hawks, ma volendo disporre di un numero maggiore di giocatori da richiamate in NHL la dirigenza decise di fondare una propria squadra.
La squadra però non riuscì ad attrarre un numero di spettatori accettabile e dopo un solo anno la squadra era in grave perdita. Fu così che i Tigers vennero sciolti al termine della stagione i Maple Leafs per l'anno successivo scelsero di rivolgersi nuovamente all'AHL ma ai St. Catharines Saints, squadra nata dal trasferimento dei New Brunswick Hawks.

### Affiliazioni
Nel corso della loro storia i Cincinnati Tigers sono stati affiliati alle seguenti franchigie della National Hockey League:
- Toronto Maple Leafs: (1981-1982)

## Record stagione per stagione
| Cincinnati Tigers |       |    |    |    |   |    |     |     |    |                             |
| 1981-82           | North | 80 | 46 | 30 | 4 | 96 | 375 | 340 | 2° | perde 1º turno (Dallas) 1-3 |

## Record della franchigia

### Carriera
Gol: 47  Reg Thomas
Assist: 63  Reg Thomas
Punti: 110  Reg Thomas
Minuti di penalità: 206  David Shand
Partite giocate: 80  Reg Thomas

## Palmarès

### Premi individuali
- Don Ashby Memorial Trophy: 1

Reg Thomas: 1981-1982